# Carolien van Kilsdonk
Carolien van Kilsdonk (ur. 26 lipca 1963 w Amsterdamie) – holenderska snowboardzistka, mistrzyni świata.

## Kariera
W zawodach Pucharu Świata zadebiutowała 18 stycznia 1996 roku w Innichen, wygrywając rywalizację w halfpipe'ie. Tym samym już w swoim debiucie nie tylko wywalczyła pierwsze pucharowe punkty, ale od razu sięgnęła po zwycięstwo. W zawodach tych wyprzedziła dwie reprezentantki USA: Annemarie Uliasz i Cammy Potter. Łącznie osiem razy stawała na podium zawodów PŚ, odnosząc przy tym jeszcze pięć zwycięstw: 19 stycznia 1996 roku w Innichen, 12 i 17 lutego 1996 roku w Kanbayashi, 25 lutego 1996 roku w Calgary i 17 marca 1996 roku w Mount Bachelor triumfowała w halfpipe’ie. Stanęła na podium każdych zawodów w tej konkurencji w sezonie 1995/1996, dzięki czemu zdobyła Małą Kryształową Kulę w klasyfikacji halfpipe’a.
Jej największym sukcesem jest złoty medal w halfpipe’ie na mistrzostwach świata w Lienzu w 1996 roku. Pokonała tam Annemarie Uliasz i Cammy Potter. Był to jej jedyny start na międzynarodowych zawodach tej rangi. Nie startowała na igrzyskach olimpijskich.
W 1997 r. zakończyła karierę.

## Osiągnięcia

### Mistrzostwa świata
| Miejsce | Dzień       | Rok  | Miejscowość | Konkurencja | Zwyciężczyni |
| ------- | ----------- | ---- | ----------- | ----------- | ------------ |
| 1.      | 24 stycznia | 1996 | Lienz       | Halfpipe    | -            |

### Puchar Świata

#### Miejsca w klasyfikacji generalnej
- sezon 1995/1996: -

#### Miejsca na podium
1. San Candido – 18 stycznia 1996 (halfpipe) - 1. miejsce
2. San Candido – 19 stycznia 1996 (halfpipe) - 1. miejsce
3. Kanbayashi – 12 lutego 1996 (halfpipe) - 1. miejsce
4. Kanbayashi – 17 lutego 1996 (halfpipe) - 1. miejsce
5. Calgary – 25 lutego 1996 (halfpipe) - 1. miejsce
6. Sun Peaks – 3 marca 1996 (halfpipe) - 2. miejsce
7. Boreal Ridge – 9 marca 1996 (halfpipe) - 3. miejsce
8. Mount Bachelor – 17 marca 1996 (halfpipe) - 1. miejsce

- w sumie 6 zwycięstw, 1 drugie i 1 trzecie miejsce.